# Burg Smilten
Die Burg Smilten (lettisch Smiltenes pils) ist die Ruine einer Bischofsburg des Erzbistums Riga, errichtet auf einem Hügel am Ufer des Flusses Abbul (lettisch Abuls) in der livländischen Stadt Smiltene im lettischen Bezirk Smiltene.

## Geschichte
Obwohl erst 1359 schriftlich erwähnt, wurde Burg Smilten aufgrund der strategischen Bedeutung des Ortes vermutlich bereits lange vorher errichtet. Damals bestand bei Smilten die einzige direkte Grenze zwischen dem Erzbistum Riga und dem Bistum Dorpat. Diese schmale Landverbindung verband nicht nur die beiden geistlichen Herrschaftsgebiete, sondern teilte auch gleichzeitig das Gebiet des Livländischen Ordens. Dies führte zu ernsten Spannungen zwischen dem Erzbischof und dem Landmeister des Ordens, sodass letzterer 1359 kurzerhand mehrere Burgen des Erzbistums besetzte, woraufhin sich Erzbischof Fromhold beim Papst beschwerte.
In der Folgezeit nutzten die Rigaer Erzbischöfe Burg Smilten manchmal als Sommerresidenz, jedoch war sie nicht so komfortabel ausgestattet wie die anderen beiden Hauptburgen Burg Ronneburg und Burg Kokenhusen.

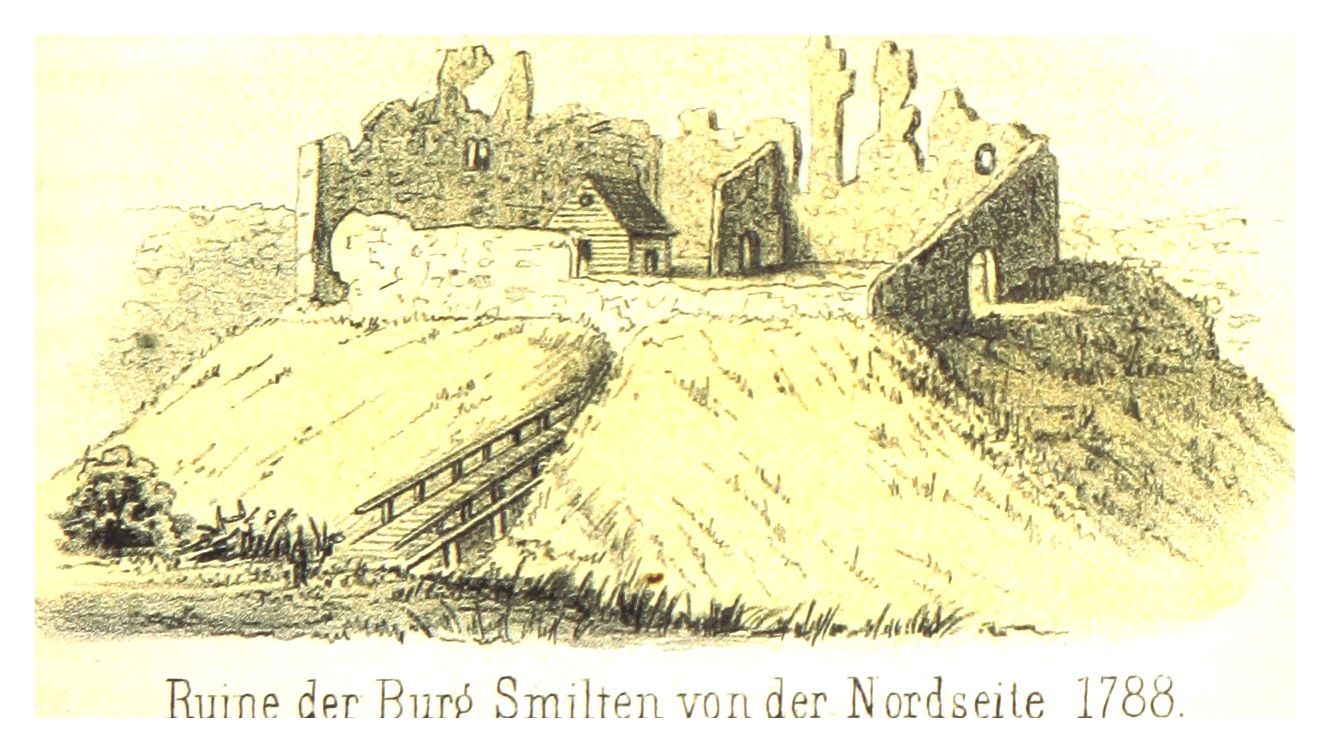
Burgruine Smilten von der Nordseite betrachtet (Zeichnung von 1788)

1479 entlud sich das ständig angespannte Verhältnis zwischen den Erzbischöfen von Riga und dem Livländischen Orden abermals, als Erzbischof Silvester ein Bündnis mit dem schwedischen König schloss, woraufhin der livländische Landmeister Bernd von der Borch in das Erzbistum einfiel und innerhalb von 14 Tagen dessen Burgen und Ländereien besetzte, darunter auch Smilten. Während des Russisch-Livländischen Krieges marschierten im Februar 1481 russische Truppen in Livland ein und nahmen u. a. die Burgen Pebalg, Smilten, Sesswegen und Kokenhusen ein und plünderten und brandschatzten in der Umgebung.
Im Juli 1484 wurde Burg Smilten zusammen mit den Burgen Treyden, Lemsal und Ronneburg dem neuen, ordensfreundlichen Erzbischof Michael übergeben, der die Burg bis 1509 weiter befestigte und mit Kanonen ausrüstete.
1556 nahm Landmeister Heinrich von Galen Erzbischof Wilhelm in Kokenhusen gefangen und sperrte ihn auf Burg Smilten ein.
Im Livländischen Krieg wurde Smilten insgesamt dreimal (1559, 1560, 1577) von russischen Truppen unter Iwan IV. besetzt. Mit dem Fall des Livländischen Ordens ging Smilten mit dem säkularisierten Herzogtum Livland in der Adelsrepublik Polen-Litauen auf und gelangte in der Folgezeit unter polnische Kontrolle. Während des Krieges wurde die Burg immer wieder beschädigt, jedoch spätestens bei der Belagerung von 1560 völlig zerstört. Danach wurde sie wieder aufgebaut und 1577 wieder den russischen Truppen übergeben.
Zu Beginn des Polnisch-Schwedischen Krieges eroberte Schweden 1601 die Burg Smilten, wobei sie 1618 zwischenzeitlich von Polen zurückerobert und spätestens 1625 endgültig von schwedischen Truppen besetzt wurde. König Gustav II. Adolf übergab Smilten 1625 seinem General Svante Gustafsson Banér. Im selben Jahr wurde Livland von einer verheerenden Epidemie heimgesucht, bei der nur etwa ein Achtel der Einwohner überlebte.
Während des Großen Nordischen Krieges wurde die Burg 1702 endgültig zerstört und nicht wieder aufgebaut.
Im 19. Jahrhundert wurden innerhalb der Burgmauern Wohn- und Wirtschaftsgebäude des neuen Herrenhauses Smilten errichtet, die bis heute bewohnt sind.
Heute sind von der Burg lediglich Teile der Burgmauer erhalten, die zum Schutz vor Wind und Wetter mit einer Überdachung ausgestattet wurden. Die noch sichtbaren Erdwälle kamen erst mit Aufkommen der ersten Kanonen hinzu, als die Burg mit Festungsbauwerken aufgerüstet wurde.

## Beschreibung
Burg Smilten wurde auf einem kleinen Hügel errichtet, der im Norden, Westen und Süden durch Gräben und im Osten mit abfallenden Hängen durch das Ufer der Abbul begrenzt wird, die hier eine Flussbiegung bildet.
Der Form nach war die Burg den Lagerkastellen (auch „Wegekastelle“) zuzuordnen. Demnach diente sie hauptsächlich dem Schutz von Gütern und Waren und besaß nicht die Verteidigungsstärke einer hauptsächlich militärisch genutzten Burg. Sie hatte einen nahezu quadratischen Grundriss mit einer Seitenlänge von etwa 60 m und bildete einen Hof, der mit einer 1,3 – 1,5 m dicken Burgmauer umgeben war. Sie wurde mit Findlingen und Kalkmörtel errichtet und weist heute noch Höhen von zumeist 0,5 – 2 m auf; ein südöstlicher Mauerrest ist auch heute noch mit einer Höhe von etwa 5 m erhalten. Der Burgenforscher Armin Tuulse hielt es für möglich, dass die Burg bereits vorher als Holzburg existierte und erst nach und nach Steinmauern erhielt. An der Nordostecke stand ein flankierender, viereckiger Wehrturm. Ein ähnlicher Turm schützte das 4 m breite und 2,3 m hohe Burgtor, das sich in der südwestlichen Mauer befand. Aus alten Plänen ist zu erkennen, dass die Burg außer diesen beiden Türmen an einer Ecke noch einen kleinen Scharwachturm besaß, wie solche seit Ende des 14. Jahrhunderts bei den altlivländischen Burgen besonders beliebt gewesen sind.
Ebenfalls typisch für ein Lagerkastell war die Anordnung und Art der Gebäude innerhalb der Burg. Es gab nur wenige Steingebäude, die links des Eingangs entlang der Südostmauer angeordnet waren, wobei das erste Gebäude beim Tor das Hauptgebäude darstellte. Außerdem existierte eine unbekannte Anzahl von Holz- und Fachwerkgebäuden. Es waren hauptsächlich die Holzgebäude, die unter den Einfällen der Russen im 16. Jahrhundert litten, wobei die Burg zu wiederholten Malen niedergebrannt wurde; das Mauerwerk des Hauptgebäudes hielt den Belagerungen stand, und ist bis heute in Teilen erhalten.
Nordwestlich der Burg befand sich ein großer, viereckiger Platz, der in alten Plänen aus dem 17. Jahrhundert als „Hoff Lager“ bezeichnet wurde. Dieser war mit einer hölzernen Palisade umgeben und beinhaltete zahlreiche Neben- und Wirtschaftsgebäude sowie Vieh- und Pferdeställe.